# Ratzwiller
Ratzwiller – miejscowość i gmina we Francji, w regionie Grand Est, w departamencie Dolny Ren.
Według danych na rok 1990 gminę zamieszkiwało 278 osób, 32 os./km².